# Lazy Old Sun
Lazy Old Sun ist ein Jazzalbum von Fay Victor. Die 2003 entstandenen Aufnahmen erschienen 2004 auf dem Eigenlabel Greene Avenue Records.

## Hintergrund
Um die Jahrtausendwende nahm die amerikanische Sängerin Fay Victor mit In My Own Room (1998) und Darker Than Blue (2001) zwei Studioalben für das Label Timeless Records auf, auf denen sie Pop- und Jazzstandards, Jazz-Kompositionen (etwa Charles Mingus’ „Nostalgia in Times Square“ oder Monks „Ask Me Now“) und eigenes Material verband. Lazy Old Sun war Fay Victors letzte Aufnahme, die in den Niederlanden entstand, bevor sie Ende 2003 in die Vereinigten Staaten zurückkehrte. Ihre Begleitband bestand aus dem Posaunisten Wolter Wierbos, dem Gitarristen Anton Goudsmit, dem Bassisten Jacko Schoonderwoerd und dem Schlagzeuger Pieter Bast.

## Titelliste
- Fay Victor: Lazy Old Sun (Greene Avenue Records)[2]

1. Lazy Old Sun (Ray Davies) 4:43
2. People Are Strange (The Doors) 5:16
3. Laura (David Raksin, Johnny Mercer) 5:41
4. There They Are (Fay Victor, Marieke Pieters, Jochem van Dijk) 4:13
5. Heading West (Way Out) (Fay Victor, Sonny Rollins) 5:18
6. Stealaway (Fay Victor, Jochem van Dijk) 3:46
7. Magere Brug (Fay Victor, Jochem van Dijk) 5:24
8. Nico (Marieke Pieters, Jochem van Dijk) 9:24
9. Keep It Busy, Keep It Moving (Fay Victor, Jackie McLean) 7:45
10. Last Night I had a Dream (Randy Newman) 7:32
11. Check Out Your mind (Curtis Mayfield) 5:20

## Rezeption
Nach Ansicht von William Grim, der das Album in All About Jazz rezensierte, ist Victors Repertoire sehr vielseitig und reicht von Standards über eigene Songs bis hin zu Coverversionen weniger zufriedenstellender Rocksongs aus den 1960er-Jahren und einem Song aus dem Liederbuch des aus seiner Sicht stark überschätzten Randy Newman. In der Tat sei es ein Beweis für Victors Musikalität, dass sie in der Lage sei, solch ungeheuer schlechtes Material wie den Titelsong (ein Stück der Kinks von 1967) und „People Are Strange“ (ein Werk der Doors) in etwas zu verwandeln, das echter Musik ähneln würde. Der Höhepunkt des Albums sei Victors Darbietung von „Laura“; sie präsentiere den oft aufgenommenen Standard in einem transzendental langsamen Adagio, das Erinnerungen an Stan Kentons Version wecke. Es sei erfrischend, einer Musikerin zuzuhören, die den (sowohl emotionalen als auch musikalischen) Wert der Langsamkeit kenne. In Victors Händen erhalte David Raksins eindringliche Melodie die passende Mischung aus Seelenfülle und Bedauern.
Ihr amerikanisches Debütalbum Lazy Old Sun reiche von einem kühn einfallsreichen Betty-Carter-Billie-Holiday-Hybrid, einer trägen Version des Titelsongs (ein kleiner Hit für die Kinks im Jahr 1967), über eine verlockend dissonante Bearbeitung von „People Are Strange“ von den Doors, einer funkigen, von Scat geprägten Version von Randy Newmans tiefschwarzem „Last Night I had a Dream“ und Curtis Mayfields lebhaftem „Check Out Your Mind“, schrieb Christopher Loudon in JazzTimes. Dazwischen würde die ungemein vielseitige Victor in alle möglichen seltsam aufregenden Richtungen aufbrechen, ihre eigenen englischen Texte zu „Way Out West“ von Sonny Rollins und zu „Saturday and Sunday“ von Jackie McLean hinzufügen und mit eisigen Fingern über den Rücken von Johnny Mercers und David Raksins nebliges „Laura“ fahren und über Jochem van Dijks bezaubernde Geschichte des verzauberten Reiters „Nico“ schweben. Lazy Old Sun sei vielleicht ein wenig zu übertrieben, um Fay Victor viel Aufmerksamkeit im Mainstream oder im Rundfunk zu verschaffen, doch für an Exerimentierfreudigem Interessierte sei sie eine echte Entdeckung.
Alex Henderson, der Lazy Old Sun für AllMusic besprach, bewertete das Album mit vier von fünf Sternen. Es handele sich um ein „anspruchsvolles Jazz-Vokalalbum“, das die Hörer belohnen würde. Victor sei sicher eine Sängerin, die Abstraktion und Soulfulness gleichermaßen schätze. Teile dieser CD seien abstrakt und kopflastig, aber es gebe auch ihre soulige, funkige, bluesige, R&B-beeinflusste Seite, was besonders bei den gewagten Interpretationen der Titel von Randy Newman und Curtis Mayfield deutlich werde. Jeder, der die risikofreudigen Ausflüge von Sängerinnen der Jazz-Avantgarde mag, werde das Album schätzen.